# Bishopsgate Tower
The Pinnacle (wcześniej Bishopsgate Tower) – wieżowiec budowany w Londynie, w Wielkiej Brytanii. Budynek będzie miał 64 kondygnacje, oraz 288 metrów wysokości. Po ukończeniu będzie najwyższym budynkiem finansowej dzielnicy City of London oraz drugim w Wielkiej Brytanii i trzecim w Unii Europejskiej za ukończonym już Shard London Bridge (310 m) oraz znajdującym się w Warszawie Varso (310 m). 
Projekt finansowany jest przez saudyjską The Economic Development Corporation i należąca do niej Arab Investments, w zamian za 90% udziałów w budynku. W marcu 2012 roku projekt został zawieszony co najmniej do stycznia 2013 roku. W kwietniu 2013 roku przerwano prace i nie wystartują z powodu aktualnego designu.

## Projekt
W momencie ukończenia The Pinnacle (Bishopsgate Tower) będzie najwyższym budynkiem w City of London. Budynek został zaprojektowany przez architektów z amerykańskiego biura Kohn Pedersen Fox, a deweloperem projektu jest spółka Union Investment Real Estate AG. Wstępny plan zakładał, iż budynek będzie miał wysokość 307 metrów, jednak został zmniejszony do 288 metrów, na prośbę Civil Aviation Authority (Urząd Lotnictwa Cywilnego).
Projekt budowlany został złożony w czerwcu 2005 roku i zatwierdzony w kwietniu 2006 roku. Skręcona konstrukcja dachu i elewacji oparta jest na formach organicznych takich jak pancerniki, grzyby i muszle. Na wyższych piętrach będą się znajdować restauracje i druga co do wielkości platforma widokowa w Wielkiej Brytanii (za Shard London Bridge).
W sierpniu 2006 roku Keltbray rozpoczęła pierwsze prace na miejscu budowy. W listopadzie tego samego roku rozpoczęto rozbiórkę jednego z dwóch budynków, na miejscu których miało stać Bishopsgate Tower. 
W lutym 2007 ogłoszono, iż projekt został wykupiony przez Arab Investments i że budynek zostaje przemianowany na The Pinnacle. Jeszcze tego samego roku Arab Investments podpisała kontrakt z wykonawcą, australijską spółką Brookfield Multiplex. 

## Rozbiórka poprzedniego budynku
Dekonstrukcję poprzedniego budynku rozpoczęto w połowie 2007 roku. Ukończenie prac zaplanowano na luty 2008 roku, jednak termin został przesunięty do kwietnia, z powodu nakazu wywalczonego w grudniu 2007 roku przez towarzystwo ubezpieczeniowe Hiscox, mające siedzibę obok placu budowy. Pracownicy firmy skarżyli się na hałas dochodzący z miejsca rozbiórki.
Wstępnie werdykt dotyczył kwestii dojazdu do miejsc parkingowych od strony Crosby Square, przeciekania wody z miejsca konstrukcji, oraz limitów drgań w określonych porach dni roboczych. Podczas rozprawy, która odbyła się 13 czerwca 2008 roku, warunki wyroku zostały zmienione i dekonstrukcja zakończyła się w czerwcu 2008 roku.